# Dasyllina fulvithorax
Dasyllina fulvithorax är en tvåvingeart som beskrevs av Stanley Willard Bromley 1935. Dasyllina fulvithorax ingår i släktet Dasyllina och familjen rovflugor.
Artens utbredningsområde är Kongo. Inga underarter finns listade i Catalogue of Life.